# Negyedik Ponta-kormány
A negyedik Ponta-kormány Románia kormánya volt, amely 2014. december 17-én lépett hivatalba és 2015. november 4-én szűnt meg megbízatása. A kormánykoalíciót a Szociáldemokrata Párt (PSD) és két kisebb párt, a Országos Szövetség Románia Haladásáért (UNPR) és a Konzervatív Párt (PC) alkotta. A miniszterelnök, Victor Ponta és kormánya a bukaresti Colectiv szórakozóhelyen történt tűzeset és az azt követő tüntetések hatására mondott le. Sorin Cîmpeanu oktatásügyi és tudományos kutatási miniszter vezetésével – mint ügyvivő kabinet – november 17-éig, a Cioloș-kormány megalakulásáig a helyén maradt.

## Kormányösszetétel
2014. december 17-től:
| Név                                                                          | Hivatal kezdete    | Hivatal vége       | Párt           | Megjegyzés                                                    |
| Miniszterelnök                                                               | Miniszterelnök     | Miniszterelnök     | Miniszterelnök | Miniszterelnök                                                |
| ---------------------------------------------------------------------------- | ------------------ | ------------------ | -------------- | ------------------------------------------------------------- |
| Victor Ponta                                                                 | 2014. december 17. | 2015. november 4.  | PSD            | pártelnök                                                     |
| Sorin Cîmpeanu                                                               | 2015. november 5.  | 2015. november 17. | ALDE           | ügyvivő miniszterelnök                                        |
| Belügyminiszter (egyben miniszterelnök-helyettes)                            |                    |                    |                |                                                               |
| Gabriel Oprea                                                                | 2014. december 17. | 2015. november 9.  | UNPR           | pártelnök                                                     |
| Ilie Botoș                                                                   | 2015. november 6.  | november 9.        |                | mint államtitkár megbízva a minisztérium ügyeinek vezetésével |
| Sorin Cîmpeanu                                                               | 2015. november 9.  | 2015. november 17. | ALDE           | mint ügyvivő miniszterelnök megbízva a tárca vezetésével      |
| Közigazgatási és regionális fejlesztési miniszter                            |                    |                    |                |                                                               |
| Liviu Dragnea                                                                | 2014. december 17. | 2015. május 20.    | PSD            | május 15-én adja be lemondását, és május 20-ával mentik fel   |
| Sevil Shhaideh                                                               | 2015. május 20.    | 2015. november 17. | PSD            |                                                               |
| Mezőgazdasági és vidékfejlesztési miniszter                                  |                    |                    |                |                                                               |
| Daniel Constantin                                                            | 2014. december 17. | 2015. november 17. | ALDE           | pártelnök                                                     |
| Külügyminiszter                                                              |                    |                    |                |                                                               |
| Bogdan Aurescu                                                               | 2014. december 17. | 2015. november 17. | pártonkívüli   |                                                               |
| Nemzetvédelmi miniszter                                                      |                    |                    |                |                                                               |
| Mircea Dușa                                                                  | 2014. december 17. | 2015. november 17. | PSD            |                                                               |
| Pénzügyminiszter                                                             |                    |                    |                |                                                               |
| Darius Vâlcov                                                                | 2014. december 17. | 2015. március 15.  | pártonkívüli   |                                                               |
| Victor Ponta                                                                 | 2015. március 15.  | március 30.        | PSD            | mint kormányfő, ideiglenesen                                  |
| Eugen Teodorovici                                                            | 2015. március 30.  | 2015. november 17. | PSD            |                                                               |
| Gazdasági, kereskedelmi és idegenforgalmi miniszter                          |                    |                    |                |                                                               |
| Mihai Tudose                                                                 | 2014. december 17. | 2015. november 17. | PSD            |                                                               |
| Energiaügyi, kis- és közepes vállalkozásügyi miniszter                       |                    |                    |                |                                                               |
| Andrei Gerea                                                                 | 2014. december 17. | 2015. november 17. | ALDE           |                                                               |
| Igazságügy-miniszter                                                         |                    |                    |                |                                                               |
| Robert Cazanciuc                                                             | 2014. december 17. | 2015. november 17. | PSD            |                                                               |
| Közlekedési miniszter                                                        |                    |                    |                |                                                               |
| Ioan Rus                                                                     | 2014. december 17. | 2015. július 14.   | PSD            |                                                               |
| Iulian Matache                                                               | 2015. július 16.   | 2015. november 17. | PSD            |                                                               |
| Egészségügyi miniszter                                                       |                    |                    |                |                                                               |
| Nicolae Bănicioiu                                                            | 2014. december 17. | 2015. november 17. | PSD            |                                                               |
| Környezetvédelmi, vízügyi és erdészeti miniszter                             |                    |                    |                |                                                               |
| Grațiela Gavrilescu                                                          | 2014. december 17. | 2015. november 17. | ALDE           |                                                               |
| Munkaügyi miniszter                                                          |                    |                    |                |                                                               |
| Rovana Plumb                                                                 | 2014. december 17. | 2015. november 17. | PSD            |                                                               |
| Oktatásügyi és tudományos kutatási miniszter                                 |                    |                    |                |                                                               |
| Sorin Cîmpeanu                                                               | 2014. december 17. | 2015. november 17. | ALDE           |                                                               |
| Hírközlési miniszter                                                         |                    |                    |                |                                                               |
| Sorin Grindeanu                                                              | 2014. december 17. | 2015. november 17. | PSD            |                                                               |
| Európai alapok lehívásáért felelős miniszter                                 |                    |                    |                |                                                               |
| Eugen Teodorovici                                                            | 2014. december 17. | 2015. március 30.  | PSD            |                                                               |
| Marius Nica                                                                  | 2015. március 30.  | 2015. november 17. | PSD            |                                                               |
| Ifjúsági és sportminiszter                                                   |                    |                    |                |                                                               |
| Szabó Gabriella                                                              | 2014. december 17. | 2015. november 17. | PSD            |                                                               |
| Művelődési miniszter                                                         |                    |                    |                |                                                               |
| Ioan Vulpescu                                                                | 2014. december 17. | 2015. november 17. | PSD            |                                                               |
| Parlamenti kapcsolatokért felelős tárca nélküli miniszter                    |                    |                    |                |                                                               |
| Eugen Nicolicea                                                              | 2014. december 17. | 2015. november 17. | UNPR           |                                                               |
| A román diaszpórával való kapcsolattartásért felelős tárca nélküli miniszter |                    |                    |                |                                                               |
| Angel Tîlvăr                                                                 | 2014. december 17. | 2015. november 17. | PSD            |                                                               |
| Társadalmi párbeszédért felelős tárca nélküli miniszter                      |                    |                    |                |                                                               |
| Liviu Pop                                                                    | 2014. december 17. | 2015. november 17. | PSD            |                                                               |

## Története
Victor Ponta kormányfő 2014. december 14-én bejelentette, hogy mind az általa vezetett Szociáldemokrata Párt (PSD), mind a kisebb koalíciós pártok – Románia Haladásáért Országos Szövetség (UNPR), Konzervatív Párt (PC), valamint a kormányba újonnan belépő Liberális Reform Párt (PLR) – választmánya megszavazta a korábbinál karcsúbb kabinet névsorát. A Romániai Magyar Demokrata Szövetség (RMDSZ) nem képviseltette magát az új kormányban, melynek csak egy miniszterelnök-helyettese maradt Gabriel Oprea belügyminiszter, az UNPR elnöke személyében, továbbá a kormány tagjainak száma 25-ről 22-re csökkent. Ponta negyedik összetételű kabinetjének a bukaresti parlament másnap bizalmat szavazott, majd december 17-én tagjai az elnöki hivatalban letették esküjüket. 2015 júniusában a kormánykoalíció két kisebb pártja, a Călin Popescu-Tăriceanu szenátusi elnök vezette PLR és a Daniel Constantin mezőgazdasági és vidékfejlesztési miniszter által vezetett PC fúziójából egy új, szabadelvű párt jött létre Liberálisok és Demokraták Szövetsége (ALDE) néven.
2015. június 14-én az Országos Korrupcióellenes Ügyészség (DNA) bejelentette, hogy vádat kíván emelni Victor Ponta ellen többrendbeli okirathamisítás, pénzmosás és adócsalásban való bűnrészesség gyanújával. Június 14-én azonban miniszterelnök térműtétre utazott Törökországba, Isztambulba, mivel egy kosárlabda-mérkőzés közben térdsérülést szenvedett. Helyét június 21. és 2015. július 9. között ideiglenesen Gabriel Oprea belügyminiszter vette át. A törvényhozás nem függesztette fel a miniszterelnök mentelmi jogát. Később Ponta okiratokat nyújtott be a DNA-nak, amelyek szerinte ártatlanságát bizonyították. A vádemelésre végül szeptember 17-én került sor.
2015. november 4-én – a bukaresti Colectiv klubban történt halálos áldozatokat követelő diszkótűz miatt – az utcára vonuló tüntetők nyomására Victor Ponta bejelentette lemondását, másnap pedig Klaus Johannis államfő ügyvivő miniszterelnöknek Sorin Cîmpeanut nevezte ki. A demonstrációk hatására november 6-án a belügyminiszter, Gabriel Oprea is távozott az ügyvivő kormányból átadva a minisztérium vezetését államtitkárának, Ilie Botoș-nak. Opreát az államfő hivatalosan csak november 9-én mentette fel tisztségeiből, és ekkor Cîmpeanut bízta meg a belügyi tárca vezetésével.